# سباستيان ريباس
سباستيان ريباس (بالإسبانية: Sebastián Ribas)‏ هو لاعب كرة قدم أوروغواياني في مركز الهجوم، ولد في 11 مارس 1988 في مونتفيدو في الأوروغواي. شارك مع منتخب الأوروغواي تحت 17 سنة لكرة القدم. أما مع النوادي، فقد لعب مع إنتر ميلان وريفر بليت وريفر بليت وسبورتينغ لشبونة ونادي برشلونة ونادي جنوى ونادي ديجون ونادي سبيزيا ونادي ستراسبورغ ونادي قرطاجنة ونادي موناكو.

## وصلات خارجية
- سباستيان ريباس على موقع اتحاد أوكرانيا (الإنجليزية)
- سباستيان ريباس على موقع رابطة كرة القدم الفرنسية للمحترفين (الإنجليزية)
- سباستيان ريباس على موقع قاعدة بيانات كرة القدم.إي يو (الإنجليزية)
- سباستيان ريباس على موقع ليكيب (الفرنسية)
- سباستيان ريباس على موقع Soccerbase.com (لاعب) (الإنجليزية)
- سباستيان ريباس على موقع Soccerway.com (الإنجليزية)
- سباستيان ريباس على موقع عالم كرة القدم.نت (الإنجليزية)
- سباستيان ريباس على موقع AS.com (الإسبانية)